# Vitrolles-en-Luberon
Vitrolles-en-Luberon este o comună în departamentul Vaucluse din sud-estul Franței. În 2009 avea o populație de 177 de locuitori.

## Evoluția populației
| An        | 1975 | 1982 | 1990 | 1999 | 2006 | 2009 |
| --------- | ---- | ---- | ---- | ---- | ---- | ---- |
| Populație | 59   | 72   | 137  | 145  | 175  | 177  |